# Chiesa luterana in piazza Deák
La chiesa luterana in piazza Deák Ferenc  è il luogo più antico di culto luterano situato nel quartiere di Pest, nella parte orientale della capitale ungherese. L'edificio neoclassico fu costruito fra il 1799 e il 1808 secondo il progetto di Mihály Pollack. Il portico, con il suo timpano retto da colonne doriche, fu aggiunto nel 1856 da József Hild.
La chiesa, caratterizzata da semplicità architettonica sia all'esterno che negl'interni, rappresenta lo stile tipico del primo Neoclassicismo, ed esprime l'idea del protestantesimo secondo la quale le chiese devono essere spogliate di ricchezze ed eccessi, ed essere decorate modestamente. 
Sopra l'altare principale del tempio si trova una copia della Trasfigurazione di Raffaello. 
Grazie all'eccellente acustica nella chiesa si tengono spesso concerti d'organo.